# Ga Đức Phổ
Ga Đức Phổ là một nhà ga xe lửa trên tuyến đường sắt Bắc Nam thuộc địa phận tỉnh Quảng Ngãi, tiếp nối sau ga Thạch Trụ và trước ga Thủy Thạch. Ga toạ lạc tại khối 4, phường Nguyễn Nghiêm, thị xã Đức Phổ.
Ga Đức Phổ cách ga Quảng Ngãi khoảng 40 km về phía bắc và cách ga Bồng Sơn 49 km về phía nam. Lý trình ga: Km 967 + 680.